# Portomaggiore
Portomaggiore là một đô thịthuộc tỉnh Ferrara trong vùng Émilie-Romagne nước Ý. Đô thị này có diện tích 126 km², dân số thời điểm 31 tháng 12 năm 2004 là 12.158 người.
Đô thị này có làng trực thuộc: Gambulaga, Maiero, Runco, Portoverrara, Portorotta, Quartiere, Sandolo, Ripapersico.
Đô thị này có làng giáp các đô thị sau: Argenta (Italia), Comacchio, Masi Torello, Ostellato, Voghiera.